# Herzogtum Masowien

Wappen des Herzogtums Masowien

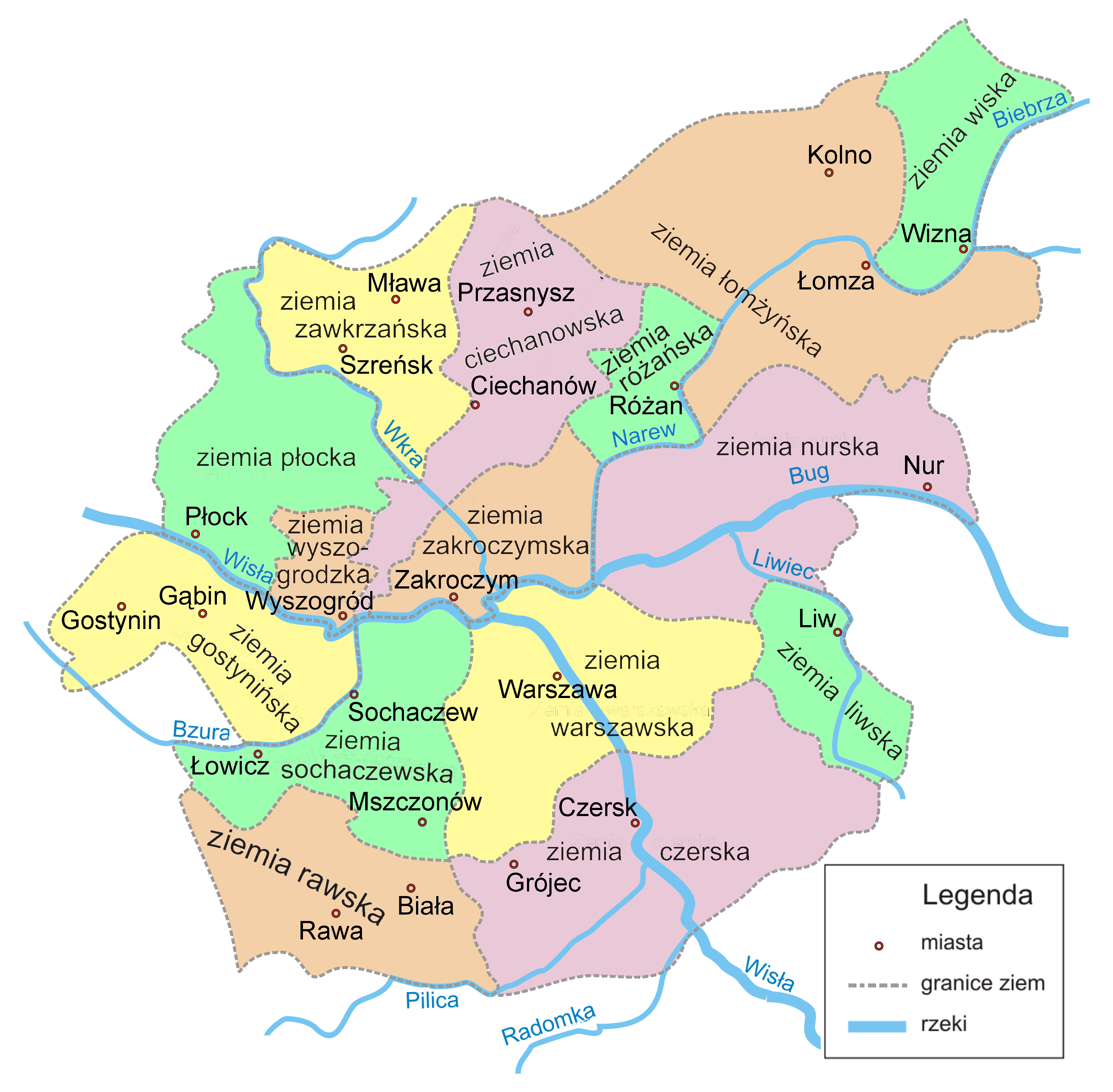
Herzogtum Masowien (Mazovia)

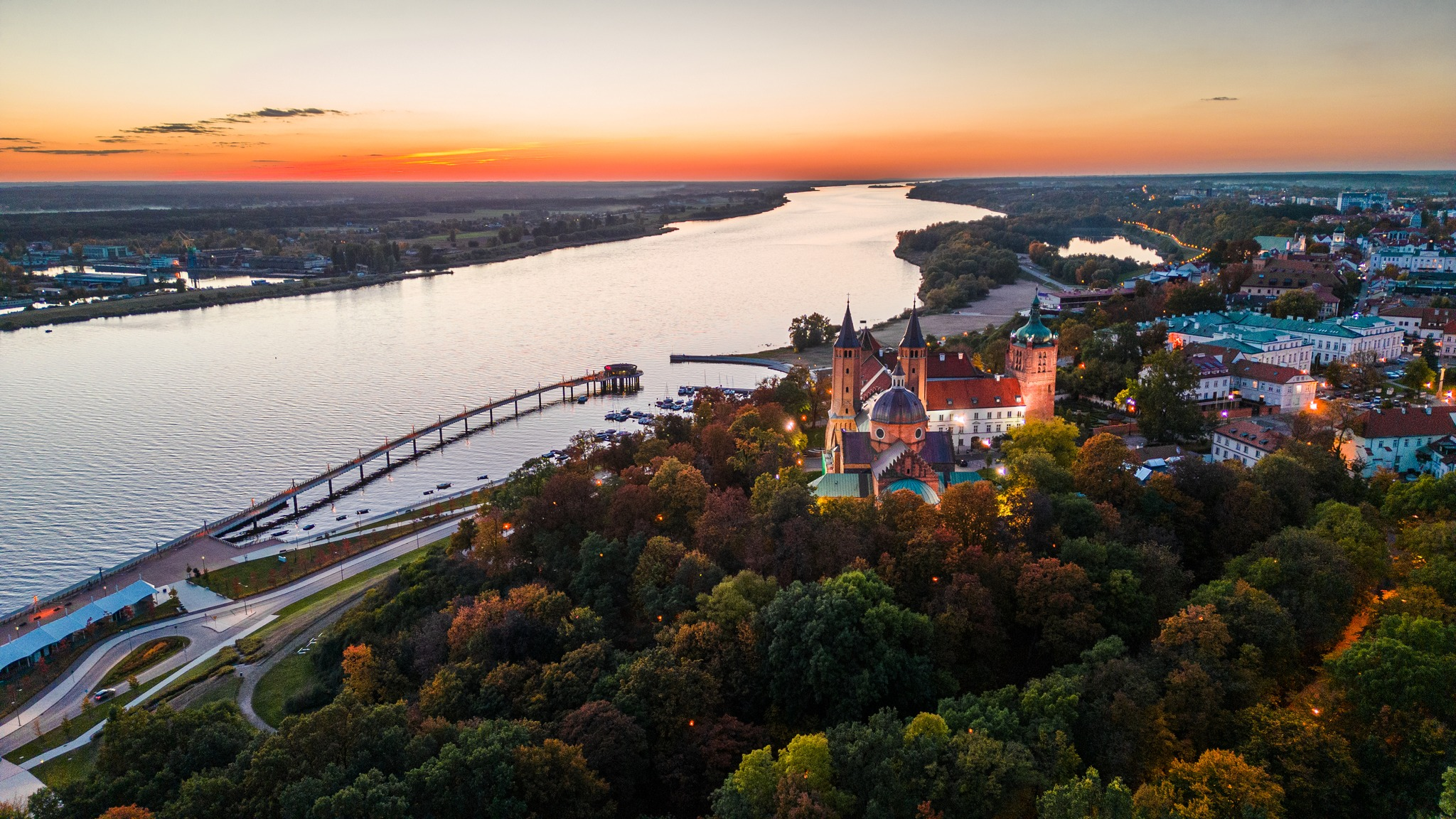
Schloss Płock

Das Herzogtum Masowien (polnisch Księstwo Mazowieckie) entstand als feudales Staatswesen im Verlauf des 12. Jahrhunderts auf dem Gebiet des heutigen Masowiens nach der Erbteilung des Königreichs Polen 1138 in Teilherzogtümer durch das Testament von Herzog Bolesław III. Schiefmund.

## Geschichte
Masowien war ursprünglich ein Stammesterritorium, das den Landstrich am rechten Weichselufer in der Umgebung von Płock umfasste. Die Herkunft des Namens ist nicht ganz geklärt, es wird eine Beziehung zum Namen des Mundschenks von König Mieszko II. Lambert angenommen, der Masos, Maslao, Masław († 1047) hieß und der sich in den Jahren nach dem Tod des Königs, 1034, das Gebiet zuvor angeeignet hatte. Seit dem 10. Jahrhundert gehörte es zum Staat der Piasten und bildete eine der Provinzen mit dem Zentrum in Płock.
Infolge des Testaments von Bolesław III. Schiefmund wurde unter der Herrschaft von Herzog Bolesław Kraushaar Masowien mit Kujawien und den mittelpolnischen Herrschaften Sieradz und Łęczyca zu einem Herzogtum vereinigt. In der Regierungszeit von Herzog Konrad I. (reg. 1200–1247) verselbständigte sich Masowien vom Krakauer Seniorat, und es teilte sich nach 1313 in drei Teilherzogtümer mit den Zentren Płock, Czersk-Warschau und Rawa Mazowiecka.
Die Herzöge Masowiens wurden ab 1351 zu Vasallen des vereinigten Königreichs Polen. Nach dem Aussterben der masowischen Linie der Piasten im Mannesstamm durch den Tod von Herzog Janusz III. fiel das Herzogtum als erledigtes Lehen 1526 an das Königreich Polen heim. Das Territorium wurde am 27. Dezember 1529 in eine Wojewodschaft umgewandelt und damit dem Königreich direkt administrativ einverleibt, bei dem sie bis zu den Teilungen (1772, 1793, 1795) verblieb.
Die Erinnerung an das Herzogtum war in den folgenden Jahrhunderten sowohl im Namen der Wojewodschaft erhalten, als auch in der Titulatur der polnischen Herrscher. So erhob König Sigismund II. August in seiner Titulatur Anspruch auf folgende Gebiete:
Sigismundus Augustus Dei gratia rex Poloniae, magnus dux Lithuaniae, nec non terrarum Cracoviae, Sandomiriae, Siradiae, Lanciciae, Cuiaviae, Kijoviae, Russiae, Woliniae, Prussiae, Masoviae, Podlachiae, Culmensis, Elbingensis, Pomeraniae, Samogitiae, Livoniae etc. dominus et haeres.